# Comtés unis de Leeds et Grenville
Les comtés unis de Leeds et Grenville (en anglais : United Counties of Leeds and Grenville) sont situés dans l'est de l'Ontario au Canada. La frontière sud-est du comté longe le fleuve Saint-Laurent et sépare le comté de ceux de St. Lawrence et de Jefferson dans l'État de New York. 
La population du comté est de 99 306 habitants, sa superficie est de 3 384 km² et son siège de comté est Brockville.
Les comtés unis ont été créés à la suite d'une fusion administrative des comtés historiques de Leeds et de Grenville en 1850. 

## Municipalités
- Canton d'Athens
- Canton d'Augusta
- Canton d'Edwardsburgh/Cardinal
- Canton d'Elizabethtown-Kitley
- Canton de Front of Yonge
- Canton de Leeds and the Thousand Islands
- Village de Merrickville-Wolford
- Municipalité de North Grenville
- Canton de Rideau Lakes
- Village de Westport

Les villes de Brockville, Gananoque et Prescott sont séparées de l'administration du comté, mais en font partie aux fins de recensement. 

## Palais de justice
Le palais de justice de Brockville a été construit en 1842 et il est un des plus vieux d’Ontario. Au départ, le palais de justice de comté devait être construit dans le canton de Johnstown, mais le terrain dans cette région étant trop marécageux, les plans ont été modifiés pour qu’il soit construit dans le canton d’Elizabethtown. 
Une statue en bois de Thémis, la déesse grecque de la justice, les yeux bandés et tenant les plateaux d’une balance, a été érigée sur le palais de justice en 1845. En 1954, elle a été endommagée par l’ouragan Hazel et son bois pourrissant, une réplique a été commandée à Robert Kerr de Smiths Falls. La nouvelle statue a été érigée en 1982 et l’originale est exposée au musée de Westport. 